# Angel Martino
Angelina L. Martino, coneguda com a Angel Martino   (Tuscaloosa, 25 d'abril de 1967) és una nedadora estatunidenca, ja retirada, guanyadora de sis medalles olímpiques.

## Carrera esportiva
Especialista en les modalitats de crol i papallona, va participar, als 25 anys, en els Jocs Olímpics d'Estiu de 1992 celebrats a Barcelona (Catalunya), on va aconseguir guanyar la medalla d'or en la prova dels relleus 4x100 metres lliures, fent equip entre d'altres amb Nicole Haislett, Jenny Thompson i Dara Torres. En aquests mateixos Jocs va aconseguir guanyar la medalla de bronze en la prova dels 50 m. lliures, quedant just per darrere de dues nedadores xineses.
En els Jocs Olímpics d'Estiu de 1996 realitzats a Atlanta (Estats Units) aconseguí guanyar quatre medalles: la medalla d'or en les proves de relleus 4x100 m. lliures i relleus 4x100 m. estils, i la medalla de bronze en les proves dels 100 m. lliures i 100 metres papallona. Així mateix participà en els 50 m. lliures, on finalitzà quarta, guanyant així un diploma olímpic.
Al llarg de la seva carrera guanyà una medalla de plata al Campionat del Món de natació; cinc medalles en el Campionat del Món de natació en piscina curta, una d'elles d'or; quatre medalles d'or als Jocs Panamericans i vuit medalles als Campionats de Natació Pan Pacific, sis d'elles d'or.
El 2001 fou inclosa al Georgia Sports Hall of Fame.